# Gynoplistia (Gynoplistia) otagana
Gynoplistia (Gynoplistia) otagana is een tweevleugelige uit de familie steltmuggen (Limoniidae). De soort komt voor in het Australaziatisch gebied.